# 彼得·阿克塞爾松
漢斯·彼得·克里斯蒂安·阿克塞爾松（瑞典語：Hans Peter Christian Axelsson，1967年6月22日—），是瑞典已退役男子羽球運動員，出生於泰比。

## 簡歷
彼得·阿克塞爾松曾參加1992年、1996年和2000年夏季奧林匹克運動會羽球比賽，均與佩尔-贡纳尔·约恩松搭檔男子雙打。在前兩次參賽中，他們排名第17，2000年則排名第9。1992年，他也參加單打比賽，獲得第17名。阿克塞爾松和炯松在1993年世界羽毛球錦標賽上獲得男子雙打銅牌，在2000年歐洲羽毛球錦標賽上獲得銀牌。

## 外部連結
- 彼得·阿克塞爾松在世界羽球聯盟的登錄資料